# Karl von Holtei
Karl Eduard von Holtei (Breslau 24 de gener de 1798 - 12 de febrer de 1880   Wrocław (?·pàg.) (?·i)) va ser un escriptor i actor silesi.

## Primers anys
Karl von Holtei neix en una família evangèlica d'origen curlandesa. Els seus pares eren els hússars Karl von Holtei i Wilhelmine Kessel. Atès que la seva mare poc després del seu naixement va morir va quedar a cura de la tia, la baronessa von Arnold. Assisteix primer al Gymnasium Friedrichs, i després Maria-Magdalenen-Gymnasium a la seva ciutat natal i participa el 1815 com a voluntari en la campanya militar de les Guerres de la Revolució Francesa. En tornar de la guerra fa el batxillerat i estudia Dret a la Universität Breslau. Des de jove Holtei actua com a actor, dramaturg, director i intèrpret de poesia.
Juntament amb Karl Seydelmann va començar el 1816 la carrera d'actor al Schlosstheater del baró Johann Hieronymus von Herberstein a la ciutat de Gorzanów al Grafschaft Glatz. Allà s'enamora de la cantant i també actriu Louise Rogée i es casen el 1821. Louise va morir el 28 de gener del 1825, després d'una carrera exitosa però curta. Queda vidu amb una filla i un fill. El fill mor als 16 a la ciutat, la filla es va casar molt jova amb l'advocat Josef Potpeschnigg, i es va traslladar a Graz a Estíria.